# Gare de Matzenheim
La gare de Matzenheim est une halte ferroviaire française de la ligne de Strasbourg-Ville à Saint-Louis, située sur le territoire de la commune de Matzenheim, dans la collectivité européenne d'Alsace, en région Grand Est.
Elle est mise en service en 1841 par la Compagnie du chemin de fer de Strasbourg à Bâle. C'est une halte voyageurs de la Société nationale des chemins de fer français (SNCF) du réseau TER Grand Est, desservie par des trains express régionaux.

## Situation ferroviaire
Établie à 157 m d'altitude, la gare de Matzenheim est située au point kilométrique (PK) 22,848 de la ligne de Strasbourg-Ville à Saint-Louis, entre les gares d'Erstein et Benfeld.

## Histoire
La « station de Matzenheim » est mise en service le 1er mai 1841 par la Compagnie du chemin de fer de Strasbourg à Bâle, lorsqu'elle ouvre à l'exploitation la section de Strasbourg (Koenigshoffen) à Benfeld. Elle est établie sur le territoire du ban communal de Matzenheim, qui compte 775 habitants. C'est une « petite station » qui n'était pas prévue sur le projet d'origine de la ligne, mais qui a été ajoutée sur les études définitives du fait des avis exprimés lors des enquêtes préalables au tracé final.
Du 15 août 1841 au 31 mai 1842 la station de Matzenheim délivre des billets à 3 576 voyageurs pour une recette de 4 334,85 francs, auquel s'ajoute 53,05 francs pour le service des bagages et marchandises.
le 29 octobre 2006, on démonte l'ancienne passerelle, qui est remplacée par un souterrain ouvert le 27, pour pouvoir réaménager la gare avec le passage d'une troisième voie.
La 3e voie réservée pour les TER est inaugurée le 14 décembre 2009 entre Benfeld et Fegersheim - Lipsheim. Outre l'ajout d'une voie supplémentaire, on a construit un troisième quai et allongé le souterrain pour y accéder, les trois quais dispose d'un abri et d'un panneau d'information lumineux. Un parc à vélo et d'un parking de 18 places sont également aménagés. Cette inauguration permet la mise en place du cadencement de la ligne.

## Fréquentation
De 2015 à 2024, selon les estimations de la SNCF, la fréquentation annuelle de la gare s'élève aux nombres indiqués dans le tableau ci-dessous.
| Année     | 2015   | 2016   | 2017   | 2018   | 2019   | 2020   | 2021   | 2022   | 2023   | 2024   |
| --------- | ------ | ------ | ------ | ------ | ------ | ------ | ------ | ------ | ------ | ------ |
| Voyageurs | 32 089 | 32 394 | 33 544 | 30 896 | 35 607 | 32 291 | 36 149 | 43 200 | 51 545 | 61 628 |

## Service des Voyageurs

### Accueil
Halte SNCF, c'est un point d'arrêt non géré (PANG) à accès libre. Elle dispose de trois quais avec abris et panneaux lumineux et est également équipée d'un automate pour l'achat de titres de transport TER
La traversée des voies et le passage d'un quai à l'autre s'effectuent par le nouveau souterrain.

### Desserte
Matzenheim est une halte voyageurs SNCF du réseau TER Grand Est desservie par des trains express régionaux de la relation Strasbourg-Ville - Sélestat, ou Colmar.

### Intermodalité
Un parc pour les vélos et un parking pour les véhicules y sont aménagés.